# Volley Masters Montreux 2001
XIII Volley Masters Montreux kobiet odbył się w 2001 roku w Montreux w Szwajcarii. W turnieju wystartowało 8 reprezentacji. Mistrzem po raz ósmy została reprezentacja Kuby.

## Klasyfikacja końcowa
| Miejsce | Reprezentacja     |
| ------- | ----------------- |
|         | Kuba              |
|         | Rosja             |
|         | Japonia           |
| 4.      | Chiny             |
| 5.      | Stany Zjednoczone |
| 6.      | Włochy            |
| 7.      | Holandia          |
| 7.      | Chorwacja         |